# 1 gulden gdański 1932
1 gulden gdański 1932 – moneta guldenowa, wprowadzona do obiegu 12 lipca 1932 r. rozporządzeniem Senatu Wolnego Miasta Gdańska z 18 grudnia 1931 r. Była w obiegu do 25 czerwca 1940 r.

## Awers
Na tej stronie umieszczono herb Gdańska, a po jego bokach rok „19 32”.

## Rewers
W centralnej części umieszczono duży nominał 1, nad nim otokowo napis „Freie Stadt Danzig” (pol.: Wolne Miasto Gdańsk), pod nim otokowo napis „+ Gulden +”.

## Nakład
Monetę bito w mennicy w Berlinie, w niklu, na krążku o średnicy 23,5 mm, masie 5 gramów, z rantem ząbkowanym. Autorem projektu był E.Volmar. Nakład monety wyniósł 2 500 000 sztuk.

## Opis
Moneta zastąpiła w obiegu srebrną guldenówkę gdańską wzoru 1923.